# Рубаха, София Петровна
София Петровна Рубаха (укр. Софія Петрівна Рубаха; род. 2 апреля 1942 года, село Дедилов) — телятница колхоза «Прогресс» Каменка-Бугского района Львовской области, Украинская ССР. Герой Социалистического Труда (1982).
Родилась в 1942 году в крестьянской семье в селе Дедилов. Окончила сельскую школу. Трудовую деятельность начала в местном колхозе. С 1965 года — телятница колхоза «Прогресс» Каменка-Бугского района.
Досрочно выполнила личные социалистические обязательства и производственные задания Десятой пятилетки (1976—1980). Указом Президиума Верховного Совета СССР от 4 марта 1982 года «за достижение высоких результатов и трудовой героизм, проявленный в выполнении планов и социалистических обязательств по увеличению производства и продажи государству сельскохозяйственных продуктов в 1981 году» удостоена звания Героя Социалистического Труда с вручением ордена Ленина и золотой медали «Серп и Молот».
Избиралась депутатом Львовского областного Совета народных депутатов трудящихся 15 — 18 созывов (1975—1985).
После выхода на пенсию проживала в родном селе Дедилов.
Награды
- Герой Социалистического Труда
- Орден Ленина — дважды
- Орден Октябрьской Революции (сентябрь 1973)